# 下刺隱棘杜父魚
下刺隱棘杜父魚，為輻鰭魚綱鮋形目杜父魚亞目隱棘杜父魚科的其中一種，為深海魚類，分布於東北大西洋冰島海域，棲息深度1337-1750公尺，體長可達12公分，棲息在底層水域，生活習性不明。

## 扩展阅读
維基物種上的相關：下刺隱棘杜父魚